# Vila Santa Terezinha (Capão Redondo)
Vila Santa Terezinha é um bairro no distrito de Capão Redondo, na cidade de São Paulo.